# MacGyver – Jagd nach dem Schatz von Atlantis
MacGyver – Jagd nach dem Schatz von Atlantis (Originaltitel: MacGyver: Lost Treasure of Atlantis) ist ein US-amerikanischer Fernsehfilm aus dem Jahr 1994 und neben MacGyver – Endstation Hölle einer von zwei Fernsehfilmen, die die US-Fernsehserie MacGyver adaptieren.

## Handlung
Bei der Erkundung von Ruinen von Thera in Griechenland vor fünf Jahren haben MacGyver und der befreundete Professor Atticus ein Medaillon mit einer Aufschrift gefunden, die Atlantis erwähnt, eine bei einem Vulkanausbruch untergegangene, sagenumwobene antike Stadt.
Im London der Gegenwart ist Atticus’ Arbeitsstelle gefährdet, weil er mit seinen Atlantis-Forschungen nicht überzeugen kann. Einige Monate später entdeckt Atticus mit MacGyver in einem unterirdischen Gewölbe auf der Balkanhalbinsel, wo gerade ein Bürgerkrieg und ethnische Säuberungen stattfinden, die Lade von Solon, von welcher sie annehmen, dass sie die Fackel der Wahrheit enthält, mit der sich Atlantis finden lässt. In diesem Moment werden sie von Soldaten entdeckt, als Spione verhaftet und eingesperrt. MacGyver kann sich und Atticus aus der Haftzelle befreien. Zusammen nehmen sie die Lade wieder an sich, ehe sie von dem militärisch bewachten Gelände mit einem Auto fliehen. Weil dieses keinen Motor enthält, lässt MacGyver das Auto mit gezündeten Kampfraketen fahren, die aus dem Munitionsdepot der Soldaten stammen.
Zurück in London, hilft Professorin Kelly Carson, Enkelin von Professor Simon Carson, den beiden bei der Untersuchung der Lade. Simon Carson ist ebenso wie die Royal Academy of Archaeological Science davon überzeugt, dass Atlantis und die Fackel der Wahrheit nur eine Legende sind. Nachdem sie die Lade mit dem Medaillon geöffnet haben und diese sich dabei als leer erweist, wird Atticus von der Academy entlassen. Kurz darauf wird die Lade ohne das Medaillon von einem Mann namens Zavros aus dem Museum gestohlen, der anschließend mit einem Motorboot über die Themse flüchtet. Zavros ist ein griechischer Extremist, der vermutlich für den Kunsthändler Cyril Cleeve arbeitet. Atticus verheimlicht der Polizei, dass er das Medaillon behalten hat. Er vermutet, dass die Lade in den Angstturm gebracht wurde; ein aktiver Vulkan in Thera, von dem aus man bald die Planeten beobachten kann, wenn sie in einer äußerst seltenen Konjunktion stehen. Atticus hofft dort das Geheimnis um Atlantis herauszufinden.
MacGyver, Kelly und Atticus gehen einer Spur nach und reisen nach Exeter in Südengland. In den dortigen Höhlen entdecken sie die Fackel der Wahrheit, welche ein Metallstab mit einem großen Edelstein ist. Die Fackel wird ihnen aber umgehend von Cleeve und Zavros abgenommen. Es stellt sich heraus, dass Atticus MacGyver und Kelly verraten hat und in Wirklichkeit aus Geldknappheit für Cleeve arbeitet. MacGyver und Kelly entkommen einer zu ihrer Ermordung bestimmten Falle, jedoch fällt Kelly kurz darauf in die Gewalt von Cleeve. MacGyver befreit Kelly und Atticus, zusammen fliehen sie per Kleinflugzeug nach Thera.
Angelangt bei dem Vulkan in Thera, finden sie Simon Carson schwer verletzt vor. MacGyver entdeckt eine in der Lade verborgene Metallplatte. Es ist eine Seite aus Solons Buch. Sie gelangen in das ausgebaute Innere des Vulkans. Dort finden sie ein Modell des Sonnensystems, das noch aus der Zeit vor Kopernikus stammt, und die Leiche von Zavros, ehe sie wieder in die Gewalt von Cleeve geraten. Die Metallplatte dient als Schlüssel, um die tödliche Falle gefahrlos zu überwinden, der Zavros zum Opfer fiel. Nachdem sie diese überwunden haben, finden sie den Tempel der Zeiten und den Körper des bei einem Vulkanausbruch durch Asche gestorbenen Solon. Von dort aus beobachten sie, wie sich alle Planeten des Sonnensystems in eine Reihe positionieren. In dem Moment öffnet sich die Tür des Tempels. Mit den Seiten aus dem Buch Solons, die zu einer frühen Form des Computers gehören, und der Fackel der Wahrheit finden sie den Schatz von Atlantis. Bei diesem handelt es sich entgegen Cleeves Erwartung nicht um Gold, sondern um Papierrollen, auf denen das Wissen von Atlantis niedergeschrieben ist. Nachdem Cleeve durch einen Sturz in kochendes Wasser zu Tode kam, befreit MacGyver sich, Kelly und Atticus mit einer improvisierten Seilbahn aus dem Vulkan, wobei sie die Papiere zurücklassen müssen.
Atticus arbeitet nun wieder als Professor.

## Produktion
Die Dreharbeiten fanden in England statt. Gedreht wurde in dem Dorf Theale in Berkshire, dem Londoner Kohlekraftwerk Battersea Power Station, im British Museum und auf dem Parliament Square.

## Fernsehausstrahlung
Der Film wurde in USA am 14. Mai 1994 auf ABC erstausgestrahlt, in Deutschland am 22. Januar 1995 auf Sat.1.

## Besetzung und deutsche Synchronfassung
Die deutsche Synchronbearbeitung entstand durch die Arena Synchron Berlin. Für Dialogbuch und -regie war Peter Wesp verantwortlich.
| Rollenname         | Darsteller            | Deutscher Synchronsprecher |
| ------------------ | --------------------- | -------------------------- |
| Akademie-Direktor  | Geoffrey Beevers      | Klaus Jepsen               |
| Angus MacGyver     | Richard Dean Anderson | Michael Christian          |
| Colonel Petrovic   | Tim Woodward          | Michael Telloke            |
| Griechischer Arzt  | Andreas Markos        | Hans W. Hamacher           |
| Rhodes             | Hugh Quarshie         | Martin Keßler              |
| Kelly Carson       | Sophie Ward           | Irina von Bentheim         |
| Lloyd Cyril Cleeve | Christian Burgess     | Jan Spitzer                |
| Prof. Simon Carson | Oliver Ford Davies    | Friedrich W. Bauschulte    |
| Prof. Atticus      | Brian Blessed         | Imo Heite                  |